# Danmarks Innovationsfond
Danmarks Innovationsfond (i daglig tale Innovationsfonden) er en fond under Uddannelses- og Forskningsministeriet, hvis formål det er at give tilskud til udvikling af viden og teknologi, herunder højteknologi, der fører til styrkelse af forskning og innovative løsninger til gavn for vækst og beskæftigelse i Danmark. Fonden blev etableret den 1. april 2014 ved sammenlægning af Det Strategiske Forskningsråd, Højteknologifonden og Rådet for Teknologi og Innovation.